# Fernando Raymond
Fernando Raymond (Buenos Aires, Argentina; 5 de abril de 1922 - Idem; 6 de marzo de 2016 ) fue un popular cantor de tangos argentino de notable trayectoria.

## Carrera
Estrenó grandes canciones populares como Norma y Yo te he encontrado en Nápoles, pero su mayor suceso fue cantar Mi vaca lechera, de  Jacobo Morcillo y J. Garcia, grabado el 5 de marzo de 1947, con la orquesta característica de Feliciano Brunelli. Esta canción fue la que lo lanzó a la fama en su país tras la película Esperando la carroza en 1986, dirigida por Alejandro Doria e interpretada por Antonio Gasalla y gran elenco.
En 1944, junto a Brunelli se destacó en el Club Biblioteca "General Artigas", donde debuta Héctor Juncal.
Posteriormente, en 1948, se desvincula de  Brunetti y se fue con  la Orquesta Continental de Alcides Fertonani, en la que prestó su concurso Valetta Damés, que también un día cantaron con Don Feto. En ella permaneció toda la década del '40 y '50.
También se luce en Radio Splendid en un ciclo del popular Chupita Stamponi.
Falleció el 6 de marzo de 2016 a los 93 años por complicaciones naturales de su salud.

## Temas interpretados
- Senza Mamma e Senza Amore.
- Donde esta Zazá.[4]
- Norma.
- Yo te he encontrado en Nápoles.
- Caminos cruzados.
- Mi vaca lechera (1947).
- Tu corazón (1956),  de D. Racciatti.
- Canción del deporte (1956), de Francisco Lomuto.
- Playa de Miami (1958).